# Parolistowate
Parolistowate (Zygophyllaceae R.Br.) – rodzina roślin okrytonasiennych z grupy różowych. Obejmuje 22–24 rodzaje z 255–325 gatunkami. Występują one głównie na obszarach tropikalnych i subtropikalnych, często na terenach pustynnych i półpustynnych. Liczne gatunki rosną na glebach słonych. W Polsce przejściowo zawlekani bywają przedstawiciele rodzajów parolist i buzdyganek. 
Znaczenie użytkowe ma kolibło egipskie Balanites aegyptiaca i gwajakowiec lekarski Guaiacum officinale, liczne inne gatunki dostarczają drewna, używane są w medycynie lub są jadalne. Niektóre gatunki z rodzajów Bulnesia i Guaiacum bywają uprawiane jako ozdobne na obszarach o łagodnych zimach.

## Morfologia

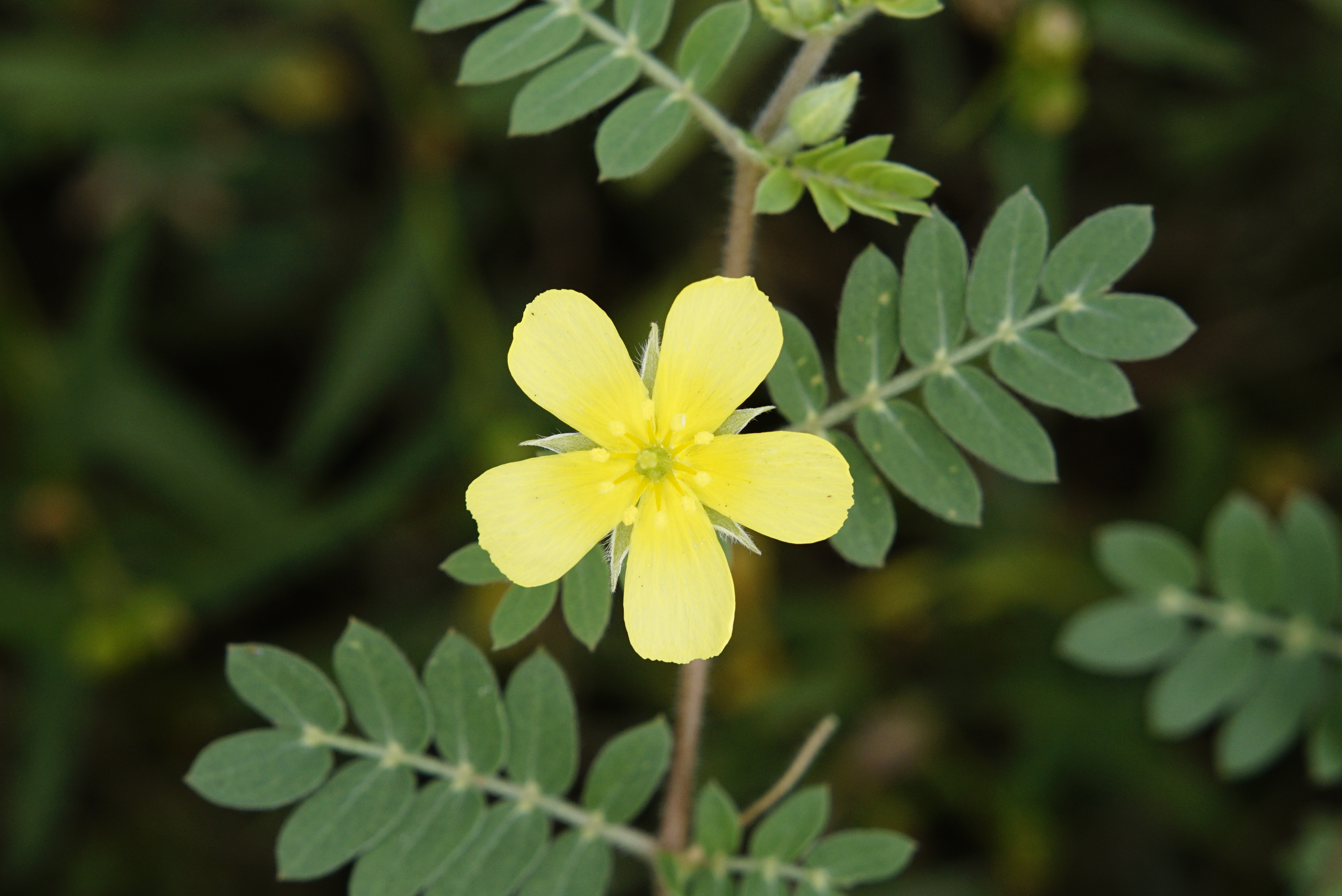
Buzdyganek naziemny

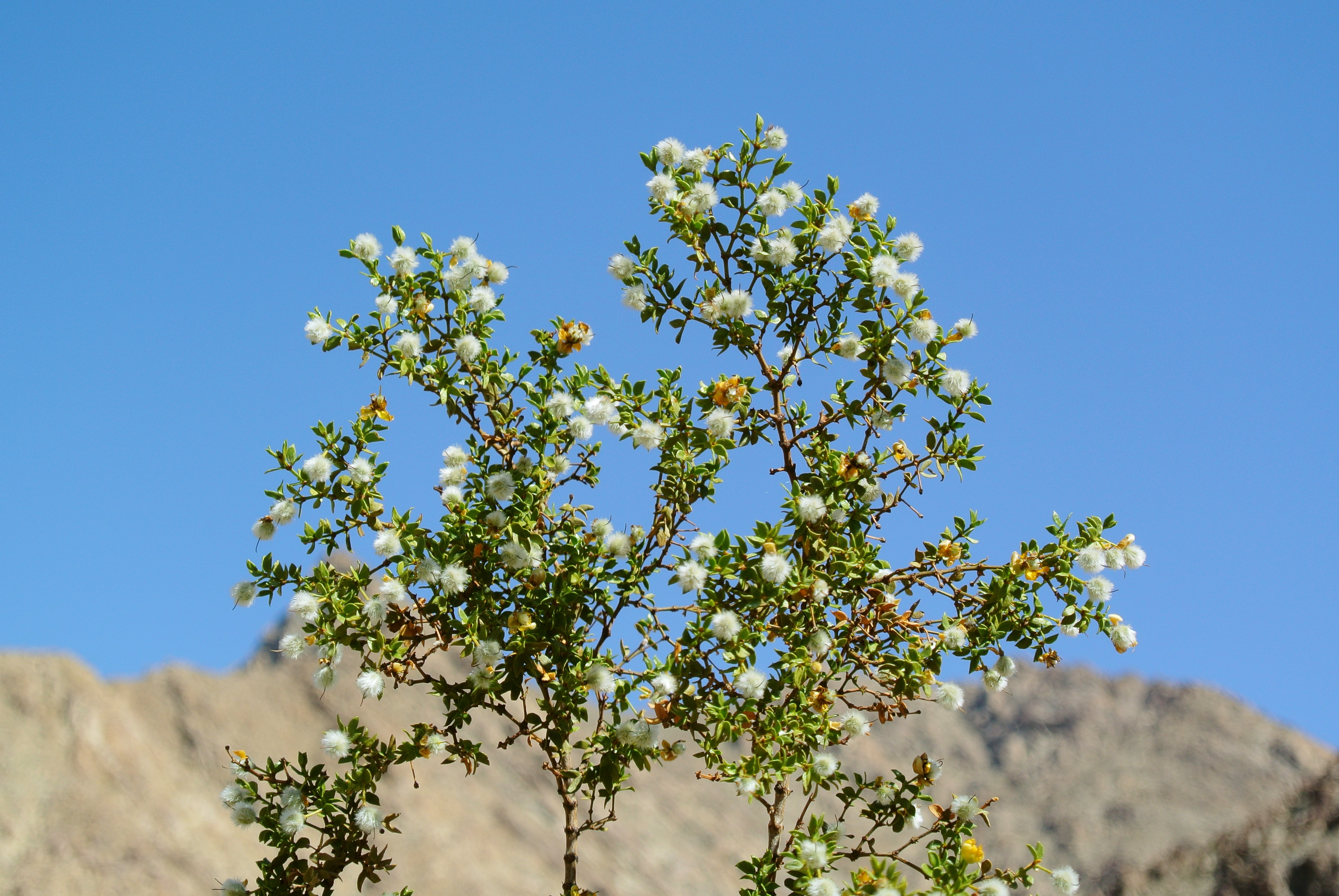
Uboczka trójzębna

PokrójDo rodziny należą rośliny reprezentujące różne formy życiowe – od jednorocznych, poprzez zielne byliny, półkrzewy, po krzewy i drzewa, w tym osiągające ponad 50 m Balanites. Pędy zwykle mocno rozgałęzione, z węzłami kanciastymi lub powiększonymi.
LiścieNaprzeciwległe, skrętoległe lub skupione w pęczkach. Blaszka jest pierzasto złożona, przy czym składać się może z ponad 10 par listków, ale też ulegać może redukcji do jednej ich pary. Listek szczytowy u niektórych przedstawicieli występuje, u innych go brak. Czasem listki ulegają redukcji, tak że pozostaje tylko listek szczytowy stwarzając pozór liścia pojedynczego. Przylistki różnie wykształcone, w tym także w postaci cierni. Blaszki listków całobrzegie, często mięsiste lub skórzaste.
KwiatyWyrastają skupione w wierzchotkowatych kwiatostanach lub pojedynczo albo parami w kątach liści. Są promieniste i zwykle obupłciowe, 4- lub (częściej) 5-krotne. W rodzaju Morkillia osiągają 5 cm średnicy, poza tym jednak zwykle do ok. 1 cm. Działki kielicha wolne lub u nasady zrosłe. Płatki korony wolne, czasem zredukowane (u Seetzenia i niektórych Zygophyllum). Pręcików jest dwa razy więcej niż płatków. słupkowie jest zrosłoowockowe (synkarpiczne) i powstaje z 4–5 owocolistków (czasem do 10). Zalążnia bywa silnie podzielona lub oskrzydlona, czasem z parą kolców na poszczególnych owocolistkach. Szyjka słupka pojedyncza lub jest ich 5 (u Seetzenia). U różnych przedstawicieli jest naga lub w różnym stopniu owłosiona.
OwoceTorebki otwierające się przegrodowo lub komorowo albo rozłupnie rozpadające się na 5 lub 10 rozłupek, tylko u Balanites mięsiste pestkowce. W każdej z komór powstaje od jednego do pięciu, rzadko do 10 nasion.

## Systematyka
Pozycja systematyczna i podział według APweb (aktualizowany system APG IV z 2016)
Rodzina siostrzana dla Krameriaceae w obrębie rzędu parolistowców Zygophyllales będącego kladem bazalnym różowych właściwych.
W obrębie rodziny wyróżnia się 5 grup o następujących powiązaniach filogenetycznych:
|  | Morkillioideae |
|  |                |
|  | Tribuloideae   |
|  |                |

|  | Seetzenioideae                                                  |
|  |                                                                 |
|  | \| \| Larreoideae \| \| \| \| \| \| Zygophylloideae \| \| \| \| |
|  |                                                                 |
|  | Larreoideae                                                     |
|  |                                                                 |
|  | Zygophylloideae                                                 |
|  |                                                                 |

|  | Larreoideae     |
|  |                 |
|  | Zygophylloideae |
|  |                 |

|  | Morkillioideae |
|  |                |
|  | Tribuloideae   |
|  |                |

|  | Seetzenioideae                                                  |
|  |                                                                 |
|  | \| \| Larreoideae \| \| \| \| \| \| Zygophylloideae \| \| \| \| |
|  |                                                                 |
|  | Larreoideae                                                     |
|  |                                                                 |
|  | Zygophylloideae                                                 |
|  |                                                                 |

|  | Larreoideae     |
|  |                 |
|  | Zygophylloideae |
|  |                 |

Podrodzina Morkillioideae Rose & J. H. Painter – 3 rodzaje z 4 gatunkami występującymi w Meksyku.
- Morkillia Rose & J.H.Painter
- Sericodes A.Gray
- Viscainoa Greene

Podrodzina Tribuloideae D. H. Porter – 6 rodzajów z 63 gatunkami rozpowszechnionymi na całym świecie (np. Tribulus i Kallstroemia)
- Balanites Delile – kolibło
- Kallstroemia Scop.
- Kelleronia Schinz
- Neoluederitzia Schinz
- Sisyndite E.Mey. ex Sond.
- Tribulopis R.Br.
- Tribulus L. – buzdyganek

Podrodzina Seetzenioideae Sheahan & Chase - takson monotypowy o zasięgu obejmującym Afrykę i Azję południowo-zachodnią.
- Seetzenia R.Br.

Podrodzina Larreoideae Sheahan & Chase – 7 rodzajów z 30 gatunkami występującymi na obu kontynentach amerykańskich,
- Bulnesia Gay
- Guaiacum Plum. ex L. – gwajakowiec
- Larrea Cav. – uboczka
- Metharme Phil. ex Engl.
- Pintoa Gay
- Plectrocarpa Gillies ex Hook. & Arn.
- Porlieria Ruiz & Pav.

Podrodzina Zygophylloideae – 6 rodzajów ze 180 gatunkami. Przedstawiciele tej podrodziny występują głównie na suchych obszarach Afryki, Azji i południowej Europy, mniej liczni spotykani są na kontynentach amerykańskich.
- Melocarpum (Engl.) Beier & Thulin
- Miltianthus Bunge
- Roepera A.Juss.
- Sisyndite E.Mey. ex Sond.
- Zygophyllum L. – parolist (w tym Fagonia Tourn. ex L., Tetraena Maxim.)

Zaliczany tu jeszcze w latach 90. XX wieku rodzaj poganek Peganum i łużnik Nitraria umieszczany jest w nowszych systemach klasyfikacyjnych w rodzinie łużnikowatych Nitrariaceae stanowiącej jeden z kladów bazalnych mydleńcowców Sapindales.